# Ricardo Carvalho
Ricardo Alberto Silveira de Carvalho (Amarante, 18. svibnja 1978.) bivši je portugalski nogometaš.

## Životopis
Carvalho je rođen u Amaranteu gdje je igrao za lokalni klub Amarante FC. Nakon njegovih odličnih partija kao mladog igrača spazio ga je portugalski gigant F.C. Porto, i 1996. pridružio se juniorima Porta. Od 1997. do 2001. vrijeme je proveo na posudbama prvo u Leça gdje je imao seniorski debi, a poslije u Vitorije i Alverce. Vraćen je 2001. u Porto gdje je u sezoni 2002./03. napravio podvig i osvojio Kup UEFA, nakon te sezone svaki menadžer u Europi znao je za Carvalha. 2003. je prvi put nastupio za reprezentaciju. Iduće sezone, također pod Mourinhovim vodstvom, Porto osvaja Ligu prvaka, a Carvalho je proglašen najboljim obrambenim igračem turnira.
U srpnju 2004. Carvalho je prodan Chelseaju za 30 milijuna funti, a tamo ga je dočekao stari znanac Mourinho. S Chelseajem je osvojio dvije titule pobjedika lige i jedan liga kup u prve dvije sezone na otoku. Godine 2008. pomogao je klubu da dosegne finale lige prvaka, gdje su poraženi nakon jedanesteraca od Manchester Uniteda. U sezoni 2009./10. Carvalho je pomogao Chelseaju osvojiti prvi naslov nakon. 2006, uz to osvojili su i FA kup.
U kolovozu 2010., nakon šest godina s Chelseajem, prodan je Real Madridu za 6,7 milijuna funti.

## Karijera

### Porto (1997. – 2004.)
Od 1997. do 2001. vrijeme je proveo na posudbama prvo u Leça gdje je imao seniorski debi, a poslije u Vitorije i Alverce. U Porto se vratio u sezoni 2001/02 i bio je tek treći izbor poslije Jorgea Coste i Andradea. Nakon što je Costa otišao na posudbu u Charlton, Carvalho je počeo igrati u tandemu s Andradeom, te sezone je nastupio 25 puta u prvenstvu. Iduće sezone kada se Costa vratio, Andrade je otišao u Deportivo, Carvalho je opet bio treća opcija poslije Coste i Pedra Emanuela, ali nakon što je uhvatio odličnu formu na polovici sezone Carvalho je igrao u svim bitnim utakmica, kao što su polufinale i finale Kupa Uefa, kojeg je Porto osvojio pobijedivši Celtic 3 - 2 u finali. Carvalho je te sezone proglašen najboljim igračem portugalske lige.
U sezoni 2002./03. Carvalho je svojim predstavama pomogao Portu da osvoji prvenstvo, a igrao je u svim bitnim europskim utakmicama uključujući i finale Lige prvaka protiv Monaca. Proglašen je najboljim obrambenim igračem natjecanja i uvršten je u najbolju momčad turnira.
Na kraju sezone dosta momčadi je htjelo dovesti Carvalha u svoje redove, Real je ponudio 7 milijuna funti, ali je to Porto glatko odbio, s konstatacijom da neprihvaćaju ništa manje od 20 miljuna. Poslije toga Chelsea je ponudio 30 milijuna funti koje je Porto prihvatio.

### Chelsea (2003. – 2010.)
Na Stamford Bridgu Carvalho je procijenjen kao jedan od najboljih braniča Europe u tom trenutku, u Chelsea se pridružio treneru Mourinhu i suigraču iz Porta Paulu Ferreiri.U prvoj sezoni pomogao je momčadi da osvoji Premier ligu prvi put nakon 50 godina. Uz to u prvoj sezoni osvojio je i Liga kup. Njegova igra u obrani zajedno s Johnom Terryjem je bila ključni faktor u osvajanju dvijuh titula prvaka.
U sezoni 2005./06. imao je trzavicu s Mourinhom na samom startu sezone te biva kažnjen s 85 000 funti. Sezonu je odigrao odlično, pomogavši klubu da osvoji drugu uzastopnu titulu, čak je i postigao tri gola.
Sezonu 2006/07 počeo je odlično, opet je zabio, opet Manchesteru na nabacivanje Franka Lamparda.28.travnja 2007. ozljedio je ligamente na desnoj nozi. Na 29 rođendan potpisao je produženje ugovora s Chelseajem na još pet godina. Nominiran je, uz još tri suigrača, za igrača godine, nagradu je na kraju dobio Michael Essien.
Carvalho je nastavio s odličnim predstvama i u idućoj sezoni. U svom 150 nastupu za Chelsea je zabio gol, bilo je to protiv Middlesbrougha. 
Dana 26. travnja 2008. nastupio je u stotoj Premierligaškoj utakmici za Chelsea koju je okrunio pogotkom. Igrao je finale lige prvaka, Chelseajevo prvo, njegovo drugo. Finale su izgubili na jedanesterce. U glasovanju navijača Chelsea za igrača godine završio je treći poslije Michaela Ballacka i Joea Colea
U srpnju 2009. izrazio je želju da ga Chelsea pusti u Inter gdje bi ga čekao Mourinho. Ipak njegove želje se nisu realizirale i ostao je u Londonu. 20. prosinca 2009. odigrao je dvjestoti nastup za Chelsea. Sezonu 2009/10 odigrao je odlično, no sve to je mogla poremetiti ozljeda koju je zadobio u utakmici 24. ožujka 2010.Carvalho se ipak oporavio, ali više nije zaigrao za Chelsea. 
The Sun je srpnja 2010. donio špekulacije da bi se Carvalho mogao preseliti na Santiago Bernabéu gdje je taman ugovor potpisao José Mourinho.

### Real Madrid (2010. – 2013.)
Dana 10. kolovoza 2010. Carvalho je obznanio da je potpisao dvogodišnji ugovor s Realom, u transferu vrijednom 6,7 milijuna funti.

### AS Monaco (2013. – 2016.)
Nakon 3 godine igranja u madridskom Realu, Carvalho odlazi u francuski nogometni klub Monaco kao slobodan igrač te potpisuje ugovor na godinu dana.

### Shanghai SIPG (2017.)
U siječnju 2017. je Portugalac nastavio svoju karijeru u kineskom Shanghai SIPG-u. U Kini je Carvalho potpisao ugovor na jednu godinu.

## Reprezentacija
Dana 11. listopada 2003. debitirao je za Portugal protiv Albanije. Prometnuo se u stup obrane na Euru 2004. nakon zamjene Couta u otvaranju prvenstva protiv Grčke. U utakmici četirifinala protiv Engleske imenovan je igračem susreta, Portugal je dobio 6-5 nakon boljeg izvođenja jedanesteraca.
Carvalho je predstavljao Portugal i na SP 2006 gdje ga je u četirifinalu Rooney udario ispred suca. Portugal je na kraju dobio, i zauzeo četvrto mjesto ukupno.
Carvalho je bio u momčadi Portugala i na Euru 2008. Igrao je u tri od četiri Portugalske utakmice na turniru. Igrao je i na SP 2010. gdje je činio perfektan obrambeni tandem s Brunom Alvesom. Portugal je s njima dvojicom u središtu obrane nije primio gol sve do šesnaestine finala i utakmice protiv Španjolske. 
Portugalski nogometni izbornik objavio je u svibnju 2016. popis za nastup na Europskom prvenstvu u Francuskoj, na kojem je se nalazio Carvalho.